# Cas Fabra
El cas Fabra (també anomenat cas Naranjax) és un cas de corrupció política que investiga els presumptes delictes de tràfic d'influències, suborn i frau fiscal de Carlos Fabra Carreras (PPCV), en haver mediat políticament per agilitzar les autoritzacions administratives de productes fitosanitaris, fabricats i comercialitzats per l'empresari Vicente Vilar, a canvi de comissions econòmiques.
En l'actualitat, aquest procés es troba resolt mitjançant sentència de l'Audiència Provincial de Castelló en què declara culpable Carlos Fabra Carreras de quatre delictes contra la Hisenda pública i el condemna a 4 anys de presó.

## Instrucció
Aquest procés finalitza la fase d'instrucció (la qual ha durat 8 anys i mig) pel Jutjat Número 1 de Nules, les diligències han estat remeses a l'Audiència Provincial de Castelló i s'ha dictat acte d'obertura de judici oral, la data de la qual resta pendent de ser fixada.
Aquest procés es troba pendent de la sentència del Tribunal Suprem sobre el recurs de cassació presentat per la Fiscalia del Tribunal Suprem contra l'acte de la Sala Primera de l'Audiència Provincial de Castelló, que va decretar el sobreseïment respecte del delicte de suborn i que va declarar la nul·litat parcial de l'acte d'obertura de judici oral elevat pel jutjat d'instrucció de Nules.

## Judici

### Persones acusades

#### Polítics
- Carlos Fabra Carreras (PPCV), ex-president de la Diputació de Castelló, president del PP provincial de Castelló i secretari general de la cambra de comerç Castelló. Està acusat dels delictes de tràfic d'influències, suborn i quatre delictes fiscals. La fiscalia demana 13 anys de presó, mentres que l'acusació popular demana 20 anys. Se li ha imposat una fiança de 4,2 milions d'euros.
- Miguel Prim Tomás (PPCV), ex-diputat i ex-senador per Castelló. Se li ha imposat una fiança de 800.000 euros.

#### Persones privades
- Vicente Vilar, empresari.
- Monserrat Vives
- María Amparo Fernández, exesposa de Carlos Fabra. Està acusada de 3 delictes fiscals. Se li ha imposat una fiança d'1,7 milions d'euros.

## Cronologia
- 14 de març de 2012: El jutge d'instrucció ratifica l'obertura de judici oral contra: Carlos Fabra Carreras pels presumptes delictes de tràfic d'influències, suborn i quatre delictes fiscals, pels quals la fiscalia demana 13 anys de presó, mentre que l'acusació popular en demana 20, i a qui se li ha imposat una fiança de 4,2 milions d'euros; contra la seua ex-esposa, María Amparo Fernández, acusada de tres delictes fiscals i a qui li va imposar una fiança d'1,7 milions d'euros.[1] També decreta un nou acte amb què imputa Miguel Prim, ex-senador i ex-diputat del PP Miguel Prim, i li imposa una fiança de 800.000 euros.[1][2]
- 22 de maig de 2012: La Sala Primera de l'Audiència Provincial de Castelló decreta el sobreseïment respecte del delicte de suborn i declara la nul·litat parcial de l'acte d'obertura de juí oral, retornant les diligències al jutjat d'instrucció.[6]
- 24 de maig de 2012: La fiscalia anticorrupció presenta un escrit davant l'Audiència Provincial de Castelló en què anuncia la seua intenció de presentar recurs de cassació davant el Tribunal Suprem contra la decisió de l'Audiència Provincial.[7]
- 27 de juliol de 2012: La Fiscalia del Tribunal Suprem presenta, davant la Sala Segona del Tribunal Suprem, recurs de cassació contra l'acte de la Sala Primera de l'Audiència Provincial de Castelló que va decretar el sobreseïment respecte del delicte de suborn i que va declarar la nul·litat parcial de l'acte d'obertura de juí oral elevat pel jutjat d'instrucció.[3][5]
- 3 d'octubre de 2012: La Sala Primera de l'Audiència Provincial de Castelló admet el recurs de la defensa de Carlos Fabra Carreras i redueix la seua fiança de 4,2 a 3,2 milions d'euros, en contra del criteri de la Fiscalia i de l'Advocacia de l'Estat.[8]
- 7 de febrer de 2013: La Sala Segona del Tribunal Suprem admet els recursos presentats per l'Advocacia de l'Estat, la Fiscalia i l'acusació particular contra l'acte de la Sala Primera de l'Audiència Provincial de Castelló que va decretar el sobreseïment respecte del delicte de suborn.[9][10][11][12][13][14][15][16][17] Així acorda remetre les actuacions al Jutjat d'Instrucció número 1 de Nules perquè amb absoluta llibertat de criteri dicte de nou acte d'obertura de judici oral.
- 25 de novembre de 2013: Carlos Fabra és condemnat per quatre delictes contra la hisenda pública a 4 anys de presó i la seva dona és condemnada a dos anys pel mateix delicte.[18] Els Fabra anuncien recorreran la condemna. Monserrat Vives, Vicente Vilar i Miguel Prim Tomás són absolts.
- 27 de novembre de 2013: La Fiscalia Anticorrupció anuncia que presentarà recurs de cassació contra la sentència de l'Audiència Provincial de Castelló, adduint infracció de llei (arts. 849.1 i 842 de la Llei d'enjudiciament criminal, per infracció del precepte constitucional protegit a l'art. 24 de la Constitució).[19][20][21]